# Баатуд
Баатуд, багатуд (baatud, baɣatud, монг. Баатууд?, ᠪᠠᠠᠲᠦᠳ
ᠪᠠᠭᠠᠲᠦᠳ?) — средневековая и современная монгольская (в том числе ойратская) этническая группа. Распространена на территории Монголии, Бурятии, Калмыкии и Внутренней Монголии.

## Этимология
Существует единственная версия толкования этнонима baɣatud (baatud) баатуд — «богатыри». Слово баатуд образовано присоединением аффикса -д (-d) к слову баатур (baɣatur, baatur) — богатырь.

## Версии происхождения
«Сокровенное сказание монголов» гласит, что с образованием Великого Монгольского государства и реорганизацией военно-государственного устройства Чингисхан велел скомплектовать под предводительством Архай-Хасара (Arqay Qasar) одну тысячу, называвшуюся baɣatud (baatud, т.е. богатыри) в составе кэшигтэнов, в обязанности которых входило охранять ханский двор. На эту тысячу были возложены задачи повседневной охраны дворца в мирное время, а в период войн — быть передовым отрядом богатырей.
По версии А. Очира, это были люди разных родов и племен, которые со временем перестали использовать свои исконные названия, приняв в качестве этнонима название своего мингана («тысячи») — баатуд. Их потомки, по А. Очиру, образовали род баатуд, т.е. род возник в связи с военно-административным устройством. В летописи «Эрденин Тобчи» основателем рода баатуд назван Докшин, сын Дува-Сохора, предка ойратов и племени дурбэн.

## История
Согласно «Собранию сведений…» Палласа, основатель линии хойтских нойонов Йобогон Мерген жил тремя поколениями раньше, чем Чингисхан. В его время Китай страдал от внутренних беспорядков. Приглашенный китайцами, он отправился в эту страну, чтобы помочь подавить восстание, но несмотря на его услуги, был отравлен. Пять его генералов вернулись домой и разделили ойратов на пять племен между собой, одно из которых позже развилось в джунгар и дербет. Хойты говорят, что имя баатуд было дано им китайцами из-за их отваги (Pallas, 1776). Согласно Х. Окаде (Okada, 1987, P. 196), который приводил эти сведения, последняя легенда напомнила ситуацию с ойратами периода Монгольской империи, которые помогли дому Ариг-Буги против династии Юань в Китае. В любом случае, она говорит нам об общем происхождении хойд и баатуд.
Баатуд начинают упоминаться сначала как часть хойд, затем как самостоятельное этнотерриториальное образование. Учитывая это, можно предполагать существование этой группы как минимум с XIII века.
Дальнейшие упоминания о баатуд относятся к периоду существования ойратского союза. Согласно данным Д. Буяндэлгэра, опиравшегося на монгольские летописи, четыре тумена олёт, баатуд, хойт и кэрнугуд (так приведено у автора) укрепились у ойратов с периода правления Тогона и отражают их состав XV века. (Буяндэлгэр, 2012, С. 187, 191).
В 1574 году Хутугтай-Сэцэн-хунтайджи совместно с двоюродным братом Буян-Баатур-хунтайджи снова совершил поход против ойрадов и ограбил отоки баатудов и дербетов (Sagang Secen, 1990, P. 143). В первые три десятилетия XVII века по мере усиления хошутских, торгутских, зюнгарских и дерветских владений объединения хойт, баатуд и баргу-бураат оказались оттеснены на второй план, а некоторые из них перестали существовать как единые независимые владения. Впоследствии это положение было закреплено на съезде 1640 года: «Поколения Баргу, Баатуд и Хойд, находившиеся с года огня-змеи (1617 год) по год земли-дракона (1628 год) у Монголов, должны оставаться во владении Монголов, а находившиеся у Ойратов — во владении Ойратов» (Голстунский, 1880, С. 36).

## Современные баатуды
Ныне в Монголии баатуды проживают во многих сомонах ряда аймаков: Архангайского, Баянхонгорского, Булганского, Гоби-Алтайского, Восточно-Гобийского, Восточного, Завханского, Хэнтэйского, Кобдоского, Селенгинского, Средне-Гобийского, Сухбаатарского, Убсунурского, Хубсугульского и Центрального. Баатуды известны в составе халха-монголов, хошутов, торгутов, хотогойтов.
Баатуды входят в состав этнических групп бурят: сартулов (род батод, баатуд), сонголов (род батод, баатуд), табангутов (род батод, баатуд), баргутов (род баатууд, багатуд), селенгинских бурят (род батод, баатуд, баатад, батот-хатагин,  батут-урянхай).
Среди калмыков этнической группы ики-бухус исследователями зарегистрированы арваны: ики-баатуд, бага-баатуд; среди калмыков-хончинеров — цаган-баатуд. Ики-бухусы и хончинеры являются ветвями зюнов, которые представляют собой одну из основных групп дербетского субэтноса калмыков. Батуты также отмечены в составе бага-цохуров в составе калмыков-торгутов.